# Berthais
Berthais is een geslacht van weekdieren uit de klasse van de Gastropoda (slakken).

## Soorten
- Berthais egregia (A. Adams, 1863)
- Berthais instricta (Martens, 1903)
- Berthais sundaica Thiele, 1925

Niet geaccepteerde naam:
- Berthais intertexta synoniem van Berthais egregia